# Liste des stations du métro de Manille
Liste des stations du métro de Manille, aux Philippines. Il existe deux réseaux : le Light Rail Transit (LRT) et le Metro Rail Transit (MRT).

Plan du réseau (juillet 2015).

## Stations du LRT

### Ligne verte LRT-1
- en construction : North Avenue Grand Central Station (correspondance MRT-3)
- Fernando Poe Jr.
- Balintawak
- Monumento
- 5th Avenue
- R. Papa
- Abad Santos
- Blumentritt
- Tayuman
- Bambang
- Doroteo Jose (correspondance MRT-2)
- Carriedo
- Central Terminal
- United Nations
- Pedro Gil
- Quirino Avenue
- Vito Cruz
- Gil Puyat
- Libertad
- EDSA (correspondance MRT-3)
- Baclaran
- Redemptorist
- Aéroport international de Manille (MNL)
- Asia World
- Ninoy Aquino
- Dr. Santos

### Ligne bleue LRT-2
- Recto (correspondance LRT-1)
- Legarda
- Pureza
- V. Mapa
- J. Ruiz
- Gilmore
- Betty Go-Belmonte
- Araneta Center-Cubao (correspondance MRT-3)
- Anonas
- Katipunan
- Santolan
- Marikina
- Antipolo

### Extension de la ligne verte LRT-1 (en construction)
- Manuyo Uno
- Las Piñas
- Zapote
- Talaba
- Niyog

### Extensions de la ligne bleue LRT-2 (en projet)
- Tutuban
- Divisoria
- Pier 4

## Stations du MRT
Le MRT est une ligne de métro exploitée par un autre opérateur (Metro Rail Transit Corporation), bien qu'elle fasse partie du système de transports de la ville. 2 autres lignes sont en construction et d'autres sont en projet à plus ou moins longue échéance : ligne 4 (un monorail), 5 (Makati Intra-city Subway), 8, 10 et 11.

### Ligne jaune MRT-3
- North Ave.
- Quezon
- Kamuning
- Cubao (correspondance LRT-2)
- Santolan
- Ortigas Ave.
- Shaw Blvd.
- Boni
- Guadalupe
- Buendia Ave.
- Ayala Ave.
- Magellanes

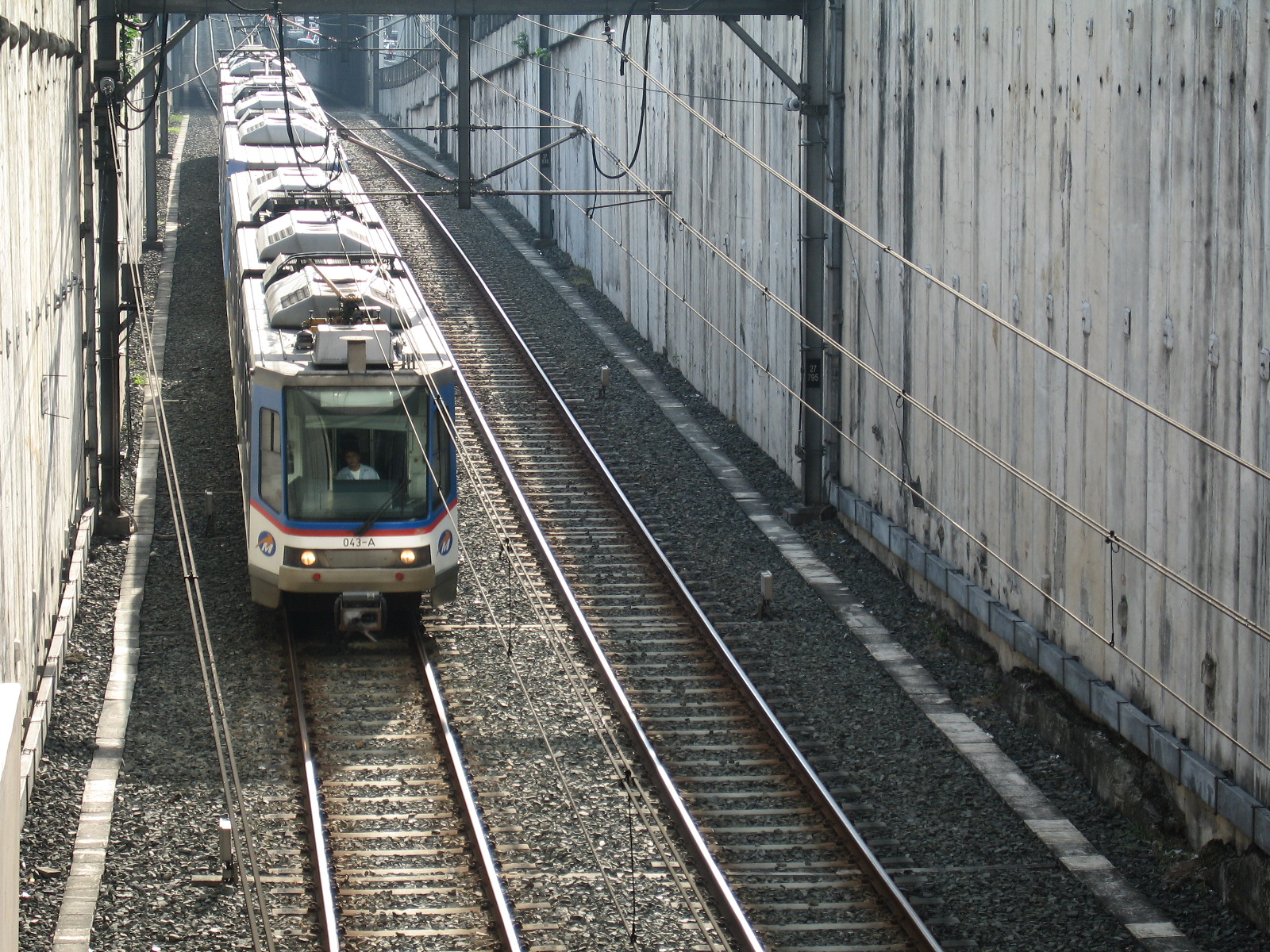
Une rame Tatra RT8D5 de la MRT-3 approche de la station Ayala (novembre 2006).

- EDSA-Taft (correspondance LRT-1 à Taft Avenue)

### Ligne rouge MRT-7 (en construction)
- San Jose del Monte
- Tala
- Quirino
- Mindanao Avenue
- Regalado
- Doña Carmen
- Manggahan
- Batasan
- Don Antonio
- Tandang Sora
- University Avenue
- Quezon Memorial
- North Avenue (correspondance lignes 1, 3 et 9)

### Ligne Metro Manila Subway (ligne 9, en construction)
- Quirino Highway
- Tandang Sora
- North Avenue (correspondance lignes 1, 3 et 7)
- Quezon Avenue (correspondance ligne 3)
- East Avenue
- Anonas (correspondance ligne 2)
- Katipunan
- Ortigas North
- Ortigas South
- Kalayaan
- Bonifacio Global City
- Lawton East
- Lawton West
- FTI
- NAIA Terminal 3